# Павлов, Александр Валерьевич (борец)
Александр Валерьевич Павлов (род. 9 июля 1973, Советск, Калининградская область) — белорусский борец греко-римского стиля, призёр Прибалтийских игр и чемпионата мира, призёр летних Олимпийских игр 1996 года в Атланте.

## Карьера
Выступал в первой наилегчайшей (до 48 кг) и легчайшей (до 52 кг) весовых категориях. Серебряный призёр Прибалтийских игр 1997 года в Шяуляе. Серебряный призёр чемпионата мира 1994 года в Тампере.
На Олимпиаде в Атланте Павлов выступал в первом наилегчайшем весе. Он победил венесуэльца Хосе Очоа, представителя КНДР Кан Ён Гюна и кубинца Уилбера Санчеса. В финальной схватке белорус уступил южнокорейцу Сим Гвон Хо и завоевал серебро Олимпиады.